# 108382 Karencilevitz
108382 Karencilevitz este un asteroid din centura principală de asteroizi.

## Descriere
108382 Karencilevitz este un asteroid din centura principală de asteroizi. A fost descoperit pe 18 mai 2001 la Anza, California de Michael Collins (astronom) și Minor White (astronom). Asteroidul prezintă o orbită caracterizată de o semiaxă mare de 2,66 ua, o excentricitate de 0,02 și o înclinație de 22,7° în raport cu ecliptica.